# Allogymnopleurus indigaceus
Allogymnopleurus indigaceus är en skalbaggsart som beskrevs av Louis Jérôme Reiche 1847. Allogymnopleurus indigaceus ingår i släktet Allogymnopleurus, och familjen bladhorningar. Inga underarter finns listade i Catalogue of Life.